# Discovery: In the Steps of Columbus
Discovery: In the Steps of Columbus est un jeu vidéo de type god game conçu par David Lester et Simon Bradbury et publié par Impressions Games en 1992 sur IBM PC et Amiga. Le joueur y incarne Christophe Colomb et tente de découvrir et de s’approprier de nouvelles terres. Le jeu propose un gameplay similaire à celui de Populous ou de Powermonger. Lorsque le joueur découvre une nouvelle terre, il doit ainsi la coloniser en y construisant des habitations et en développant l’agriculture. Lorsque le joueur juge sa colonie suffisamment développé, il peut repartir explorer le monde à la recherche de nouvelles zones à coloniser. Certaines sont déjà occupé, par exemple par des indiens qui, suivant la puissance du joueur, peuvent être amenés à s’enfuir ou au contraire à défendre leurs terres.

## Système de jeu
Discovery: In the Steps of Columbus est un god game dans lequel le joueur incarne Christophe Colomb et tente de découvrir et de s’approprier de nouvelles terres. Le jeu propose un gameplay similaire à celui de Populous ou de Powermonger. Une partie débute sur une carte représentant le monde connu et des zones encore inexplorées dont le joueur, et ses concurrents, tentent de s’approprier les territoires. Ces zones correspondent au nouveau-monde dans le scénario de base, mais cinq mondes alternatifs sont également proposés dans le jeu. Pour commencer, le joueur envoie ses navires dans l’inconnu, jusqu’à ce qu’ils découvrent une nouvelle terre. Il doit alors la coloniser en y construisant des habitations et en développant l’agriculture afin de nourrir les colons. Lorsque le joueur juge sa colonie suffisamment développé, il peut repartir explorer le monde à la recherche de nouvelles zones à coloniser. Les colons déjà installés continuent néanmoins de cultiver leurs champs, de construire des bâtiments et de se nourrir, mais la colonie ne se développe pas de manière significative sans une intervention du joueur.  Les nouvelles zones explorées sont parfois déjà occupé par des autochtones qui, suivant la puissance du joueur, peuvent être amenés à s’enfuir ou au contraire à défendre leurs terres. Outre les autochtones, le joueur doit également faire face à la concurrence de quatre autres grandes puissances contre lesquelles il peut être amené à entrer en conflit, que ce soit sur mer ou sur terre.

## Accueil
| Discovery: In the Steps of Columbus |      |       |
| Média                               | Pays | Notes |
| Amiga Action                        | RU   | 65 %  |
| Amiga Format                        | RU   | 72 %  |
| Amiga Power                         | RU   | 75 %  |
| CU Amiga                            | RU   | 71 %  |
| Dragon Magazine                     | US   | 3/5   |